# Седов, Владимир Валентинович
Влади́мир Валенти́нович Седо́в (17 ноября 1960, Москва) — советский и российский историк архитектуры, искусствовед, археолог-славист, главный научный сотрудник Отдела средневековой археологии Института археологии РАН, доктор искусствоведения, профессор, член-корреспондент РАН с 22 декабря 2011 года по Отделению историко-филологических наук. Заведующий кафедрой истории отечественного искусства на историческом факультете Московского государственного университета с 2015 года

## Биография
Сын археологов академика В. В. Седова (1924—2004) и доктора исторических наук М. В. Седовой (1930—2004). Окончил в 1983 году исторический факультет МГУ (отделение истории искусства). Учителя: В. П. Выголов, А. И. Комеч, Д. В. Сарабьянов, А. Б. Стерлигов, В. Л. Янин.
С 1983 по 1988 год работал в Музее архитектуры им. А.В. Щусева, с 1988 по 1999 год — в Государственном институте искусствознания, с 1999 по 2004 год — в Московском архитектурном институте.
С 2004 года работает в Институте археологии РАН.
С 2015 года — заведующий кафедрой истории отечественного искусства исторического факультета МГУ им. М. В. Ломоносова.
Жена — Ирина Владимировна Седова, искусствовед; дочь Мария — искусствовед, хранитель отдела новейших течений ГТГ.

## Научная деятельность
Кандидатская диссертация: «Происхождение и становление псковской архитектурной традиции» (1989). Научный руководитель А. И. Комеч.
Докторская диссертация: «Псковская архитектура XVI в.» (1997).
Экспедиционная деятельность:
- с 1983 года по настоящее время (Новгород, Псков, Изборск)
- в 1986—1993 годах — начальник Псковского архитектурно-археологического отряда Псковско-Изборской археологической экспедиции; в 1996—2001 годах — начальник Новгородской архитектурно-археологической экспедиции; с 2005 года и по настоящее время — начальник Новгородского архитектурно-археологического отряда Новгородской археологической экспедиции ИА РАН[4]
- раскопки в Новгороде в 1993, 1996—2001, 2005—2020 годах (Николо-Дворищенский собор, церковь Спаса-Преображения на Нередице, церковь Бориса и Глеба в Околотке, монастырь Благовещения на Мячине, Пантелеймонов монастырь, Аркаж монастырь, Георгиевский собор Юрьева монастыря, церковь Благовещения на Городище, церковь Иоанна Предтечи у Немецкого двора, церковь Кириллова монастыря близ Новгорода)
- раскопки в Турции (город Динар, древняя Апамея Киботос или Келены) в 2009 и 2010 годах
- раскопки церкви Бориса и Глеба в Кидекше в 2011 и 2012 годах
- раскопки церкви на Пятницком ручье в Смоленске в 2013 году
- раскопки Спасо-Преображенского собора в Переславле-Залесском в 2014 и 2020 годах
- раскопки Георгиевского собора в Юрьеве-Польском в 2019 году
- раскопки церкви Рождества Богородицы в Боголюбове в 2015 и 2018 годах

Натурные исследования ряда памятников древнерусской архитектуры, византийских памятников, археологические путешествия в Турцию, Украину, Румынию, Македонию, Сербию, Черногорию, Грецию, Сирию, Тунис, Иорданию, Ливан и Италию.
Автор 500 научных публикаций.

### Монографии
- Псковская архитектура XIV—XV веков. М., 1992.
- Псковская архитектура XVI века. М., 1996.
- Новгородская архитектура на Шелони. М., 2001.
- Килисе Джами: Столичная архитектура Византии. М.: Индрик, 2008.
- Церковь Спаса на Ильине улице в Новгороде: Архитектура боярского храма. М.-Вологда: Древности Севера, 2015.
- С. Чобан, В. Седов. 30 : 70. Архитектура как баланс сил. М.: Новое литературное обозрение, 2017.
- Архитектура Ливонии. М.-Вологда: Древности Севера, 2022.
- Архитектор Борис Иофан. М.: Кучково поле, 2022.
- Церковь Феодора Стратилата на Федоровой улице в Новгороде. М.: Квадрига, 2025.

### Статьи
- Трофеи дальних походов: Фото и графика архитектора Максима Атаянца // Pax Romana / Римский мир. М., 2008.
- Раскопки в церкви Спаса на Нередице // Археологические открытия 2001 года., 2002.
- Новгородская архитектура на Шелони (полный текст монографии) // Новгородская архитектура на Шелони. Новгородские древности. № 6, М., 2001.
- Собор Ризоположенского монастыря в Суздале // Новгородские древности. № 5, М., 2000.
- Влияние интерьера Успенского собора Московского Кремля на памятники XVII века // Столичный город., В. 2, 1998.
- Церковь Николы на Липне и новгородская архитектура XIII в. во взаимосвязи с романо-готической традицией // Древнерусское искусство. Русь. Византия. Балканы. XIII век. СПб., 1997.
- Церковь Федора Стратилата в Новгороде // Архив архитектуры. № IX, 1997.
- Церковь Покрова в Знахлицах // Архитектурное наследство. Выпуск 40, 1996.
- Малоизвестный памятник псковской архитектуры XV в // Архитектурное наследство., Выпуск 38, 1995.
- Успенский собор Святогорского монастыря и псковская архитектура 1560—1570-х годов // Реставрация и архитектурная археология. Новые материалы и исследования., В. 2, 1995.
- Собор и колокольня Корнилиево-Комельского монастыря. Утраченные памятники архитектуры XVI в // История и культура Ростовской земли. Материалы конференции 1993 г. Ростов, 1994.
- Черты архитектуры северо-западной Руси в церкви Рождества Богородицы в Городне // Новгородские древности. № 4 М., 1993.
- К вопросу о ростовской архитектурной школе XV—XVI вв. // История и культура Ростовской земли. Материалы конференции 1991 г. Ростов, 1991.
- Каменное строительство в Новгородской земле последней четверти XVI в. // Археология и история Пскова и Псковской земли. 1990.
- Церковь Никиты Гусятника в Пскове // Археология и история Пскова и Псковской земли. Псков, 1986.
- Псковская архитектура первой половины XIV в. // Археология и история Пскова и Псковской земли. Псков, 1985.